# Chirita puerensis
Chirita puerensis är en tvåhjärtbladig växtart som beskrevs av Y.Y. Qian. Chirita puerensis ingår i släktet Chirita och familjen Gesneriaceae. Inga underarter finns listade i Catalogue of Life.